# Gerichtskanzlei
Die Gerichtskanzlei, auch Gerichtssekretariat oder Gerichtsschreiberei genannt, ist die für die Ausfertigung von Urkunden und die Durchführung des Schriftverkehrs zuständige Abteilung eines Gerichts. In der Kanzlei arbeiten die Gerichtsschreiber, Sekretäre, Archivare, Bibliothekare und Auditoren (zum Beispiel in der Schweiz). Die Mitarbeiter gewährleisten die Terminkontrolle der laufenden Verfahren und erledigen sämtliche weiteren anfallenden administrativen Aufgaben des Gerichts. Die Gerichtskanzlei wird vom Kanzleichef geleitet. Kanzleibeamten wie Gerichtssekretäre, Aktuare oder Gerichtsnotare fungieren in praktisch allen Gerichtssystemen als Urkundspersonen, das heißt, sie sind für die Beurkundung der Urteile, Gerichtsdokumente, Niederschriften, Akten und Protokolle zuständig und verleihen ihnen öffentlichen Glauben. Im deutschen Gerichtsverfassungsrecht wird die Gerichtskanzlei als Geschäftsstelle bezeichnet und ist mit sogenannten Urkundsbeamtinnen und -beamten besetzt.